# Шамбон, Леон-Туссен-Жан-Клеман
Лео́н-Туссе́н-Жан-Клема́н Шамбо́н (фр. Léon-Toussaint-Jean-Clément Chambon, 25 октября 1905 год, Saint-Pierre-du-Champ, Франция — 9 октября 1987 года) — католический прелат, первый епископ Босангоа с 16 января 1964 года по 22 апреля 1978 года. Член монашеского ордена капуцинов.

## Биография
После получения среднего образования поступил в монастырь капуцинов. 20 августа 1933 года был рукоположён в священники.
14 декабря 1959 года Иоанн XXIII издал буллу Qui Christo iubente, которой учредил апостольскую префектуру Босангоа, назначив её ординарием Леона-Туссена-Жана-Клемана Шамбона.
16 января 1964 года римский папа Павел VI преобразовал апостольскую префектуру Босангоа в епархию и назначил Леона-Туссена-Жана-Клемана шамбона её первым епископом. 1 мая 1964 года состоялось его рукоположение в епископы, которое совершил архиепископ Котону Бернарден Гантен в сослужении с епископом Берберати Альфонсом-Селестеном-Базилем Бо и епископом Мунду Самуэлем-Луи-Мари-Антуаном Гоменом.
Участвовал во Второго Ватиканского Собора.
22 апреля 1978 года подал в отставку. Скончался 9 октября 1987 года.